# Caiga quien caiga (Argentina)
Caiga quien caiga, conocido por sus iniciales CQC, fue un programa de televisión argentino, que se emitió originalmente por América TV, Telefe, El Trece, los miércoles a las 23:15 (UTC -3). Fue ideado por el presentador y conductor televisivo/radial Mario Pergolini, teniendo en su alineación original a Mario Pergolini secundado por Eduardo de la Puente y Juan di Natale. Su última temporada fue conducida por Roberto Pettinato, acompañado de Clemente Cancela y Darian Schijman. El formato fue adquirido por Globomedia para su emisión en España en 1996 e Italia (donde es conocido con el nombre de Le Iene Show), en 1997. El formato fue vendido posteriormente a Brasil, Chile, Estados Unidos, Francia, Holanda, Israel, México, Paraguay y Portugal.

## Primera versión (1995-1999, 2001-2008)
La edición argentina de CQC es la primera que fue realizada, y que luego se expandió por América y Europa. En sus comienzos sus conductores eran Mario Pergolini, Eduardo de la Puente y Juan di Natale, siendo columnista de deportes Nacho Goano. La forma de presentar las noticias está sacada, según palabras de Pergolini, de La noticia rebelde -que a su vez se basaba en un programa previo, llamado Semanario insólito-, un programa de mediados de los años 80 de la televisión argentina, que entre otros columnistas contaba con la presencia de Jorge Guinzburg, Adolfo Castelo, o Nicolás Repetto. La idea de Pergolini era, pues, recrear ese éxito de los años 80 en la era Menemista que empezaba.
Comenzó a emitirse en América TV el martes 25 de abril de 1995, en el horario de las 22. Esta primera etapa culminó en 1999, con un programa especial transmitido el 21 de diciembre de ese año desde el Teatro Gran Rex de Buenos Aires. En diciembre de 2001, hubo una edición especial de este programa (nuevamente en el mismo teatro) que preparó el desembarco del mismo para el año siguiente, esta vez en el Canal 13. Dicho especial fue grabado una semana antes del estallido de la crisis del 2001, y se emitió en la noche del 20 de diciembre de ese año, el mismo día en el que renunció el presidente argentino Fernando de la Rúa.
En 2006, Marcelo Tinelli mudó todos sus programas de Canal 9 a Canal 13. Tinelli era objeto frecuente de comentarios mordaces en el programa, debido al enfrentamiento de larga data que mantiene con Mario Pergolini, por lo que todos los programas de Cuatro Cabezas hicieron a la inversa y pasaron a emitirse por Telefe.
Entre sus reporteros de la etapa de América TV, fueron Andy Kusnetzoff, Juan Di Natale, Gonzalo Rodríguez, Daniel Malnatti, Daniel Tognetti. En la etapa de Canal 13, los reporteros han sido Clemente Cancela, Diego Della Sala, Guillermo López, Gonzalo Rodríguez, Daniel Malnatti. En su etapa en Telefe, Guillermo López, Gonzalo Rodríguez, Clemente Cancela, Daniel Malnatti (que dejó el programa en el 2007 para ir a trabajar a Telenoche) y Diego Iglesias. En el 2008 se les sumó Pablo Camaití.
La versión argentina, además, ha sido precursora de grandes espacios que han sido utilizados en otros países, como el claro ejemplo de QKRCHS (de cucarachas), El Top Five de la Televisión Argentina, ¡Proteste Ya!, Cadena de Favores, CQTest o El Cruce entre otros.
El tema musical de inicio es Shoot to Thrill de AC/DC. El tema musical de cierre es Funky Mama de Danny Gatton. El tema musical de apertura del Top Five de la Televisión Argentina es el Police Squad! Opening Theme de la película The Naked Gun de Ira Newborn y el tema de apertura del programa es Electric Head Pt. 1 (Satan In High Heels Mix) de White Zombie.

## Segunda versión (2009-2012)
A partir del 2009, Ernestina Pais sustituyó a Mario Pergolini y Gonzalo Rodríguez a Eduardo de la Puente.
En 2011 Guillermo López reemplazó a Gonzalo Rodríguez. Además, al equipo de noteros se sumaron Andrés Kilstein, quien resultó ganador del segmento El octavo integrante y Martina Soto Pose, que también participó de este espacio y se convirtió en la primera notera mujer del programa.
A fines del 2011 Caiga Quien Caiga es denunciado públicamente por familiares de discapacitados por haber utilizado las imágenes grabadas por el reclamo de reapertura de un servicio de rehabilitación para otros fines, perdiendo el programa su credibilidad ante muchos seguidores.
En 2012, debido a su bajo índice de audiencia, el formato fue adquirido por su canal de origen, América TV, Ernestina Pais se retiró de la conducción quedando a cargo Juan di Natale y Guillermo López únicamente. Ingresó en ese mismo ciclo un nuevo cronista, Darian Schijman, más conocido como "Rulo", que consiguió el puesto realizando un "Auto Casting" subiendo a Youtube un video realizando notas a muchas famosos que asistieron a la entrega de los Premios Tato, 2011. Su personaje en el programa es el "Periodista Básico".

## Tercera versión (2013-2014)
En 2013 Caiga quien caiga regresó a El Trece, completamente renovado. Dejó el formato semanal y se convirtió en formato diario, emitiéndose de lunes a jueves a las 23:45 con una duración aproximada de 40 minutos, y una emisión especial los días viernes a las 22:45 con una duración aproximada de 1 hora. La conducción pasó a estar a cargo de Roberto Pettinato, Clemente Cancela (en su regreso al ciclo) y Diego Iglesias. Comenzó a emitirse el 13 de mayo de 2013. El 28 de agosto de 2014, la productora Eyeworks anunció que CQC finalizará el ciclo oficialmente el 17 de septiembre de 2014 como una despedida, por el momento, sin retorno. Así CQC se convertiría en un clásico de la televisión Argentina tras 19 años al aire y un referente indiscutido de un formato sumamente original de los programas periodísticos.

### Índice de audiencia del 2013
| 1   | 13 de mayo       | 9.1          |
| 2   | 14 de mayo       | 7.7          |
| 3   | 15 de mayo       | 9.3          |
| 4   | 16 de mayo       | 6.4          |
| 5   | 17 de mayo       | 7.6          |
| 6   | 20 de mayo       | 5.9          |
| 7   | 21 de mayo       | 7.3          |
| 8   | 22 de mayo       | 8.4          |
| 9   | 23 de mayo       | 12.0         |
| 10  | 24 de mayo       | 6.6          |
| 11  | 27 de mayo       | 7.3          |
| 12  | 28 de mayo       | 7.0          |
| 13  | 29 de mayo       | No se emitió |
| 14  | 30 de mayo       | 7.3          |
| 15  | 31 de mayo       | 8.7          |
| 16  | 3 de junio       | 6.1          |
| 17  | 4 de junio       | 7.3          |
| 18  | 5 de junio       | 6.9          |
| 19  | 6 de junio       | 7.1          |
| 20  | 7 de junio       | 8.1          |
| 21  | 10 de junio      | 6.9          |
| 22  | 11 de junio      | 6.5          |
| 23  | 12 de junio      | 7.2          |
| 24  | 13 de junio      | 7.1          |
| 25  | 14 de junio      | 6.2          |
| 26  | 17 de junio      | 7.8          |
| 27  | 18 de junio      | 5.6          |
| 28  | 19 de junio      | 4.9          |
| 29  | 20 de junio      | 9.3          |
| 30  | 24 de junio      | 5.8          |
| 31  | 25 de junio      | 7.7          |
| 32  | 26 de junio      | 9.4          |
| 33  | 27 de junio      | 9.9          |
| 34  | 28 de junio      | 9.6          |
| 35  | 1 de julio       | 7.0          |
| 36  | 2 de julio       | 8.3          |
| 37  | 3 de julio       | 7.8          |
| 38  | 4 de julio       | 7.5          |
| 39  | 5 de julio       | 7.3          |
| 40  | 8 de julio       | 7.3          |
| 41  | 9 de julio       | 6.5          |
| 42  | 10 de julio      | 6.4          |
| 43  | 11 de julio      | 8.3          |
| 44  | 12 de julio      | 8.3          |
| 45  | 15 de julio      | 7.0          |
| 46  | 16 de julio      | 8.2          |
| 47  | 17 de julio      | 7.6          |
| 48  | 18 de julio      | 7.6          |
| 49  | 19 de julio      | 10.0         |
| 50  | 22 de julio      | 7.5          |
| 51  | 23 de julio      | 8.1          |
| 52  | 24 de julio      | 8.0          |
| 53  | 25 de julio      | 8.0          |
| 54  | 26 de julio      | 9.9          |
| 55  | 29 de julio      | 7.9          |
| 56  | 30 de julio      | 8.3          |
| 57  | 31 de julio      | 9.0          |
| 58  | 1 de agosto      | 9.1          |
| 59  | 2 de agosto      | 8.7          |
| 60  | 5 de agosto      | 4.0          |
| 61  | 6 de agosto      | 9.2          |
| 62  | 7 de agosto      | 8.3          |
| 63  | 8 de agosto      | 8.3          |
| 64  | 9 de agosto      | 9.1          |
| 65  | 12 de agosto     | 7.4          |
| 66  | 13 de agosto     | 7.7          |
| 67  | 14 de agosto     | 6.9          |
| 68  | 15 de agosto     | 7.5          |
| 69  | 16 de agosto     | 9.5          |
| 70  | 19 de agosto     | 6.7          |
| 71  | 20 de agosto     | 7.6          |
| 72  | 21 de agosto     | 8.9          |
| 73  | 22 de agosto     | 8.3          |
| 74  | 23 de agosto     | 9.1          |
| 75  | 26 de agosto     | 6.6          |
| 76  | 27 de agosto     | 8.7          |
| 77  | 28 de agosto     | 7.6          |
| 78  | 29 de agosto     | 8.3          |
| 79  | 30 de agosto     | 8.4          |
| 80  | 2 de septiembre  | 8.2          |
| 81  | 3 de septiembre  | 8.6          |
| 82  | 4 de septiembre  | 9.0          |
| 83  | 5 de septiembre  | 6.8          |
| 84  | 6 de septiembre  | 7.8          |
| 85  | 9 de septiembre  | 8.8          |
| 86  | 10 de septiembre | 6.3          |
| 87  | 11 de septiembre | 11.4         |
| 88  | 12 de septiembre | 7.7          |
| 89  | 13 de septiembre | 9.5          |
| 90  | 16 de septiembre | 7.9          |
| 91  | 17 de septiembre | 7.7          |
| 92  | 18 de septiembre | 8.7          |
| 93  | 19 de septiembre | 8.5          |
| 94  | 20 de septiembre | 8.5          |
| 95  | 23 de septiembre | 9.1          |
| 96  | 24 de septiembre | 8.6          |
| 97  | 25 de septiembre | 8.8          |
| 98  | 26 de septiembre | 8.8          |
| 99  | 27 de septiembre | 7.0          |
| 100 | 30 de septiembre | 7.1          |
| 101 | 1 de octubre     | 9.5          |
| 102 | 2 de octubre     | 7.2          |
| 103 | 3 de octubre     | 7.7          |
| 104 | 4 de octubre     | 9.4          |
| 105 | 7 de octubre     | 8.3          |
| 106 | 8 de octubre     | 9.3          |
| 107 | 9 de octubre     | 7.5          |
| 108 | 10 de octubre    | 7.6          |
| 109 | 11 de octubre    | 7.5          |
| 110 | 14 de octubre    | 7.3          |
| 111 | 15 de octubre    | 7.2          |
| 112 | 16 de octubre    | 8.0          |
| 113 | 17 de octubre    | 7.7          |
| 114 | 18 de octubre    | 7.5          |
| 115 | 21 de octubre    | 7.9          |
| 116 | 22 de octubre    | 7.7          |
| 117 | 23 de octubre    | 7.7          |
| 118 | 24 de octubre    | 7.6          |
| 119 | 25 de octubre    | 7.4          |
| 120 | 28 de octubre    | 6.8          |
| 121 | 29 de octubre    | 7.5          |
| 122 | 30 de octubre    | 8.4          |
| 123 | 31 de octubre    | 6.6          |
| 124 | 2 de noviembre   | 5.6          |
| 125 | 4 de noviembre   | 7.2          |
| 126 | 5 de noviembre   | 8.3          |
| 127 | 6 de noviembre   | 7.7          |
| 128 | 7 de noviembre   | 7.3          |
| 129 | 9 de noviembre   | 5.1          |
| 130 | 11 de noviembre  | 7.8          |
| 131 | 12 de noviembre  | 5.8          |
| 132 | 13 de noviembre  | 5.6          |
| 133 | 14 de noviembre  | 7.8          |
| 134 | 16 de noviembre  | 5.7          |
| 135 | 18 de noviembre  | 7.1          |
| 136 | 19 de noviembre  | 7.3          |
| 137 | 20 de noviembre  | 7.5          |
| 138 | 21 de noviembre  | 7.3          |

Promedio de la temporada: 7.8 puntos(1066,3/137)

#### Noteros
| 1995            | 1996            | 1997            | 1998            | 1999              | 2000 | 2001 | 2002              | 2003              | 2004              | 2005              | 2006              | 2007              | 2008              | 2009              | 2010              | 2011              | 2012              | 2013              | 2014              |
| Andy Kusnetzoff | Andy Kusnetzoff | Andy Kusnetzoff | Andy Kusnetzoff | Andy Kusnetzoff   |      |      | Clemente Cancela  | Clemente Cancela  | Clemente Cancela  | Clemente Cancela  | Clemente Cancela  | Clemente Cancela  | Clemente Cancela  | Clemente Cancela  | Clemente Cancela  | Andrés Kilstein   | Andrés Kilstein   | Andrés Kilstein   | Andrés Kilstein   |
| Nacho Goano     | Nacho Goano     | Nacho Goano     | Nacho Goano     | Nacho Goano       |      |      | Guillermo López   | Guillermo López   | Guillermo López   | Guillermo López   | Guillermo López   | Guillermo López   | Guillermo López   | Guillermo López   | Guillermo López   | Guillermo López   | Darian Schijman   | Darian Schijman   | Darian Schijman   |
| Juan Di Natale  | Juan Di Natale  | Juan Di Natale  | Daniel Malnatti | Daniel Malnatti   |      |      | Daniel Malnatti   | Daniel Malnatti   | Daniel Malnatti   | Daniel Malnatti   | Daniel Malnatti   | Diego Iglesias    | Diego Iglesias    | Diego Iglesias    | Diego Iglesias    | Diego Iglesias    | Diego Iglesias    | Diego Iglesias    | Diego Iglesias    |
| Daniel Tognetti | Daniel Tognetti | Daniel Tognetti | Daniel Tognetti | Daniel Tognetti   |      |      | Diego Della Salla | Diego Della Salla | Diego Della Salla |                   |                   |                   | Pablo Camaití     | Pablo Camaití     | Pablo Camaití     | Pablo Camaití     | Pablo Camaití     | Nicolás Guthmann  | Nicolás Guthmann  |
|                 |                 | Diego Angeli    |                 | Gonzalo Rodríguez |      |      | Gonzalo Rodríguez | Gonzalo Rodríguez | Gonzalo Rodríguez | Gonzalo Rodríguez | Gonzalo Rodríguez | Gonzalo Rodríguez | Gonzalo Rodríguez | Gonzalo Rodríguez | Gonzalo Rodríguez | Gonzalo Rodríguez | Gonzalo Rodríguez | Gonzalo Rodríguez | Gonzalo Rodríguez |
|                 |                 |                 |                 |                   |      |      |                   |                   |                   |                   |                   |                   |                   |                   | Martina Soto Pose |                   |                   |                   |                   |

## Premios
- Premios Martín Fierro. (1996)
  - Mejor Programa Periodístico

- Premio Martín Fierro (2005)
  - Mejor programa humorístico

- Premio Emmy Internacional (2010)
  - Mejor programa de entretenimiento sin guion